# Thomas Klarkner
Karl Gustav Thomas Klarkner, född 5 augusti 1954, är en svensk före detta dragracingförare från Västerås MS.
Klarkner satte flera svenska rekord och tog 10 raka SM-guld i klassen Pro Stock Bike under åren 1979-88, något som än idag ingen upprepat.
Han driver idag företaget MotoSpeed AB som han lade grunden till under sina verksamma år som tävlingsförare.

## Utmärkelser
- På MC-Mässan På 2 Hjul 2014 tilldelades Klarkner en "Stanley", ett pris i form av en bronshjälm.
- Klarkner blev den sjunde motorcyklisten som invald i Classic Bike Hall of Fame.